# ヨーク軍曹
『ヨーク軍曹』（ヨークぐんそう、Sergeant York）は、1941年のアメリカ合衆国の映画。第一次世界大戦中に実在したアルヴィン・ヨーク軍曹の伝記映画。戦争で人を殺すことはキリスト教の信仰に反するのか、デモクラシーを守るためには戦争での殺人は正当化されると説く戦争映画で、主演のゲイリー・クーパーがアカデミー主演男優賞を受賞した。

## ストーリー
田舎町のテネシー州に住むヨークは、いかなる物にも縛られない自由人で、毎日悪友を引き連れて酒を飲んでは暴れる日々を送っていた。しかし、ふとした事から信仰に目覚める。従軍した折りは宗教と戦争の間で矛盾に悩むが、自由を守るためだと自分に言い聞かせ、3つの最高勲章に輝くのだった。

## キャスト
※括弧内は日本語吹き替え（初回放送1967年10月1日 21:00-23:00『日曜洋画劇場』）
- アルヴィン・C・ヨーク：ゲイリー・クーパー（黒沢良）
- グレイシー・ウィリアムズ：ジョーン・レスリー（武藤礼子）
- ロジエ・パイル牧師：ウォルター・ブレナン（千葉順二）
- 'プッシャー'・ロス一等兵：ジョージ・トビアス（雨森雅司）
- ゼブ：ロバート・ポーターフィールド（羽佐間道夫）
- バック：ノア・ビアリー・Jr（野田圭一）
- ボトキン：ワード・ボンド（緑川稔）
- ジョージ：ディッキー・ムーア（前川功人）
- ロージー：ジューン・ロックハート（富田千代美）
- バクストン少佐：スタンリー・リッジス（北村弘一）
- ヨークの母：マーガレット・ワイチャーリイ（桜井良子）
- ジーク：クレム・ビーバンス（八奈見乗児）
- アーリー軍曹：ジョー・サイヤァー（渡部猛）
- ネイト：アービル・アンダーソン（永井一郎）
- パーソンズ軍曹：パット・フラハーティ（石森達幸）
  - その他声の出演：槐柳二、杉田俊也、緒方敏也、富山敬、仲木隆司、高田竜二、清川元夢、田中康郎、水鳥鉄夫

## スタッフ
- 監督: ハワード・ホークス
- 脚本:ハリー・チャンドリー、エイベム・フィンケル、ジョン・ヒューストン、ハワード・コッチ
- 撮影:ソル・ポリト
- 音楽:マックス・スタイナー

## 主な受賞歴

### アカデミー賞
受賞
アカデミー主演男優賞:ゲイリー・クーパー
アカデミー編集賞:ウィリアム・ホームズ
ノミネート
アカデミー作品賞:
アカデミー監督賞:ハワード・ホークス
アカデミー助演男優賞:ウォルター・ブレナン
アカデミー助演女優賞:マーガレット・ワイチャーリイ
アカデミー脚本賞:ハリー・チャンドリー、エイベム・フィンケル、ジョン・ヒューストン、ハワード・コッチ
アカデミー美術賞 (白黒部門):ジョン・ヒューズ、フレッド・M・マクリーン
アカデミー撮影賞 (白黒部門):ソル・ポリト

### ニューヨーク映画批評家協会賞
受賞
主演男優賞:ゲイリー・クーパー

## 逸話
- 本作で、アカデミー助演男優賞にノミネートされたウォルター・ブレナンは、後にラジオドラマ化された『ヨーク軍曹』にも出演している。
- 後に1959年に公開された同じくホークスが監督、ジョン・ウェイン主演の『リオ・ブラボー』でブレナンが演じたスタンピーと、本作のパイル神父役とは役柄が対照的になっている。